# Kongenitale Stroma-Hornhautdystrophie
Die Kongenitale Stroma-Hornhautdystrophie (CSCD) ist eine sehr seltene angeborene Form einer im Stroma lokalisierten Hornhautdystrophie mit schuppen- oder federartiger Trübung der Hornhaut und Visusverlust.

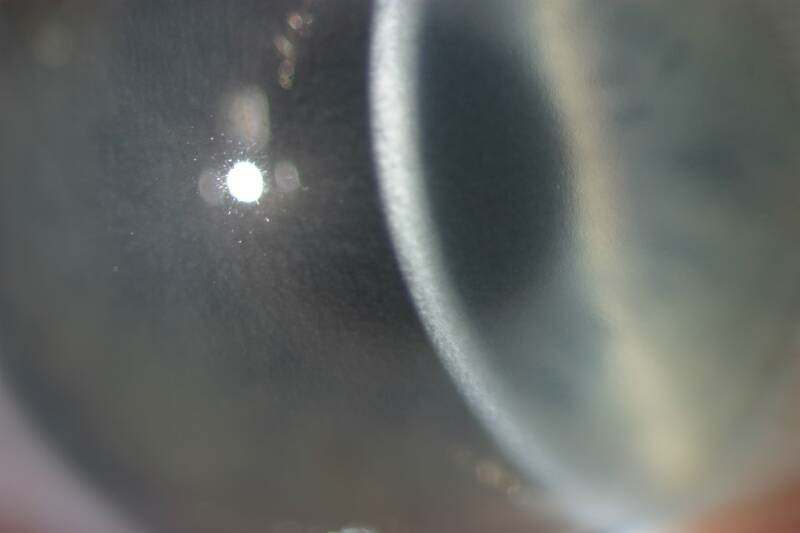
Mit dem Spaltlampenmikroskop ist die Hornhaut insbesondere in den vorderen Stromaanteilen getrübt

Synonyme sind: Witschel-Dystrophie; Kongenitale hereditäre stromale Dystrophie; Kongenitale stromale Dystrophie der Hornhaut
Die Namensbezeichnung bezieht sich auf den Erstautoren einer Beschreibung aus dem Jahre 1978 durch den deutschen Augenarzt Heinrich Witschel und Mitarbeiter.
Die Erstbeschreibung stammt aus dem Jahre 1939 durch Raymond Turpin und Mitarbeiter.
Die Bezeichnung „Turpin-Syndrom“ hat sich nicht durchsetzen können.

## Verbreitung
Die Häufigkeit wird mit unter 1 zu 1.000.000 angegeben, bislang wurden vier Familien beschrieben. Die Vererbung erfolgt autosomal-dominant.

## Ursache
Der Erkrankung liegen Mutationen im DCN-Gen auf Chromosom 12 Genort q21.33 zugrunde, welches für Decorin kodiert.

## Klinische Erscheinungen
Klinische Kriterien sind:
- Krankheitsbeginn als Neugeborenes, teilweise schon vor der Geburt Hornhautveränderungen beidseits
- zunehmende Schuppen- und Fleckenbildung, Einschränkung des Visus
- keine Erosionen, Photophobie oder Gefäßeinsprossung in die Hornhaut

## Differentialdiagnose
Abzugrenzen sind andere Formen der Hornhautdystrophie, auch die Peters-Anomalie.